# Tivoli (München)
Tivoli ist ein Stadtviertel in München. 

## Lage
Tivoli liegt im Stadtbezirk Schwabing-Freimann am linken Isarufer zwischen dem Lehel und dem Tucherpark in einem Straßenviereck, das aus Ifflandstraße, Tivolistraße, Hirschauer Straße und Am Tucherpark gebildet wird.

## Geschichte
Das Stadtviertel ist nach der Gastwirtschaft Zum Tivoli benannt, die 1830 hier aus dem Sommersitz eines Münchner Bürgers errichtet wurde. Damals lag das Gebiet in der Südostecke der Stadt Schwabing, mit der es 1890 eingemeindet wurde. Der Name Tivoli bezieht sich auf die italienische Stadt Tivoli in der Nähe von Rom und wurde im 19. Jahrhundert als Name für zahlreiche Vergnügungsparks verwendet. Die Gaststätte bestand bis 1923 und wurde 1924 abgerissen. 

## Beschreibung
Das Quartier hat eine Größe von etwa 7 ha. Durch das Quartier fließt der Eisbach.
Von dem Quartier haben auch die Tivolistraße, die Tivolibrücke, die  Tivoli-Kunstmühle, die früher auf dem Gebiet des nördlich angrenzenden Tucherparks stand, und das Tivoli-Kraftwerk ihre Namen.